# Araponga-comum
Procnias nudicollis (Vieil.), conhecida popularmente como araponga, guiraponga, uiraponga, iraponga, ferreiro, ferrador, araponga-comum e pássaro-campana, é uma ave passeriforme da família Cotingidae. A espécie é muito popular como animal de cativeiro e a sua caça excessiva levou-a à lista dos animais em extinção.

## Etimologia
"Araponga", "guiraponga", "uiraponga" e "iraponga" vêm do termo tupi wi'rá põga, "pássaro soante". O nome é uma referência ao seu canto, que lembra o som do bater de ferro em uma bigorna. O som também inspirou os nomes "ferreiro", "ferrador" e "pássaro-campana".

## Descrição
A araponga-comum mede cerca de 27 cm de comprimento e tem a plumagem branca. A zona do colar não tem plumas e apresenta cor esverdeada. Há dimorfismo sexual, sendo a fêmea dessa espécie de cor cinza, com a área superior verde e a inferior com estrias de amarelo-esverdeado e cinza e a zona do pescoço acinzentada. Os juvenis são semelhantes à fêmea e os machos adquirem a plumagem branca, característica dos adultos, por volta dos 3 anos de idade.
A distribuição no Brasil vai desde a Bahia e Minas Gerais até o Rio Grande do Sul e zona sul de Mato Grosso. Pode ser também encontrada em parques ambientais na Argentina e Paraguai, onde há uma população significativa que assegura a sobrevivência dessa espécie. O macho adulto canta durante a maior parte do dia, com um tom que se assemelha a uma martelada em superfície metálica, daí a origem do nome "ferreiro". Tem um comportamento bastante social no grupo, com moradia fixa em árvores, podendo passar muitos anos habitando uma mesma área, até mesmo por várias gerações de uma mesma família.
A araponga-comum alimenta-se basicamente de frutos, sendo capaz de engolir porções relativamente grandes do alimento, devido à formação do seu crânio, com cabeça achatada, boca alargada e bico curto.

## Araponga na cultura brasileira
Desde a telenovela "Araponga", exibida pela Rede Globo em 1990 e 1991, o termo se tornou uma gíria brasileira para "espião". O título da novela era uma sátira ao costume de os espiões utilizarem nomes de aves como codinomes. No caso, a araponga é um tipo de ave com a qualidade oposta à que se espera de um espião, ou seja, discrição, dado o som espalhafatoso característico da ave.